# Oliverio Lara Borrero
Oliverio Lara Borrero (Pitalito 28 de abril de 1905 - Larandia 27 de abril de 1965) fue un empresario ganadero, hacendado y político colombiano, miembro del Partido Liberal Colombiano.

## Biografía
Entre 1934 y 1938, fue diputado de Huila por el Partido Liberal Colombiano. Fue alcalde de Neiva en 1942, fue miembro de la Junta Directiva del Banco de la República. Fue un empresario ganadero y arrocero en Huila, Caquetá y Meta. Promotor de la creación del Banco Ganadero en 1958. Participó en la creación de la Asociación Nacional de Ganaderos, antecesora de la Federación Colombiana de Ganaderos (Fedegán).

### Secuestro y asesinato
El 28 de abril de 1965, fue secuestrado cuando viajaba en su automóvil por terrenos de su finca Larandia, en Caquetá, siendo secuestrado y asesinado por algunos de sus empleados, quienes le obligaron a cavar su propia tumba antes de asesinarlo. A pesar de los esfuerzos por encontrarlo su cuerpo fue hallado 5 años después.

## Familia
Hijo del empresario Leonidas Lara, hermano de Luis Antonio y Rómulo Lara. Casado con María Josefa Perdomo Serrano con quien tuvo 8 hijos: Olga, Mercedes, María Pepita, Emma, Gloria, Leónidas, Oliver, y Hernán. Uno de sus sobrinos Luis Lara Rueda fue secuestrado en 1971, su hija Gloria Lara de Echeverri fue secuestrada y asesinada en 1982.

## Homenajes
- El Fuerte Militar Larandia, construido en tierras donadas por su familia al Ejército Nacional de Colombia.[16]
- La Institución Educativa Oliverio Lara Borrero en Neiva.